# نیک یالوریس
نیک یالوریس (انگلیسی: Nick Yallouris؛ زادهٔ ۲۴ فوریهٔ ۱۹۹۴) دوچرخه‌سوار اهل استرالیا است.
وی در مسابقات کشوری و بین‌المللی در مجموع برندهٔ ۱ مدال طلا شده‌است.